# Торре-Валь-де-Сан-Педро
Торре-Валь-де-Сан-Педро (ісп. Torre Val de San Pedro) — муніципалітет в Іспанії, у складі автономної спільноти Кастилія-і-Леон, у провінції Сеговія. Населення — 194 особи (2010).
Муніципалітет розташований на відстані близько 75 км на північ від Мадрида, 25 км на північний схід від Сеговії.
На території муніципалітету розташовані такі населені пункти: (дані про населення за 2010 рік)
- Ла-Сальседа: 48 осіб
- Торре-Валь-де-Сан-Педро: 103 особи
- Вальє-де-Сан-Педро: 43 особи

## Демографія
Динаміка населення (INE ):